# Villamassargia
Villamassargia är en ort och kommun i provinsen Sydsardinien i regionen Sardinien i sydvästra Italien. Kommunen hade 3 546 invånare (2017).